# Сынрау торна (песня)
Сынрау торна (баш. Сыңрау торна в переводе курлычущий журавль) — башкирская народная песня, напев, фрагмент башкирского национального эпоса Урал-батыр . 
Записана в 1894 году С. Г. Рыбаковым в книге «Музыка и песни уральских мусульман с очерками их быта».
Песня «Сынрау торна» есть в репертуаре у артистов Башкортостана  Дины Хусаеновой, группы Караван-сарай, Флюры Кильдяровой, Роберта Юлдашева и других. Юмабай Исянбаев наряду с другими песенными образцами башкирской музыки исполнял «Сыңрау торна» в 1927 году на Всемирной музыкальной выставке во Франкфурте-на-Майне (Германия).

## Текст
| Башкирский | Русский |
| --- | --- |
| Сыңрай-сыңрай осоп килә Сыңрау торнаҡай Уралыңдан сәләм тине Сыңрау торнаҡай Уралҡайым, Уралҡайым, Тыуған Уралҡай, Иҫән-һау,ти Урал-тау, ти Сыңрау торнаҡай. Юҡ хафа, ти, юҡ афәт, ти Сыңрау торнаҡай. Илдә ир-ат - Салауат, ти Сыңрау торнаҡай. Уралҡайым, Уралҡайым Тыуған Уралҡай! Ил көйләр ти Тел һөйләр ти Уйнар ҡурайҡай. Ҡыуанысым, йыуанысым Булды Уралҡай Йыр ҡанатлы, нур ҡанатлы Сыңрау торнамдай. Уралҡайым, Уралҡайым Тыуған Уралҡай! Быуаттарҙан быуаттарға Осоп барғандай. | Курлыкая летит журавль, Курлычет журавль, Привет с Урала, Передает журавль, Мой Урал, Мой Урал. Родной Урал. Жив здоров, Урал-тау Говорит журавль Нет беды, нет стихии Говорит журавль В стране мужчины как Салаваты Говорит журавль Мой Урал, Мой Урал. Родной Урал. Страна кипит Язык живет Курай поет Радостью моей, юачей Был и есть Урал Поет, светом озаряя Курлычущий журавль моя родня Мой Урал, Мой Урал. Родной Урал. Из века в век Пролетая |